# پت کی‌یرنان
پت کی‌یرنان (انگلیسی: Pat Kiernan؛ زادهٔ ۲۰ نوامبر ۱۹۶۸) مجری تلویزیون اهل کانادا و ایالات متحده آمریکا است. او صبح روز حملات ۱۱ سپتامبر در حال اجرای زنده بود و آن روز نزدیک به ۱۵ ساعت در گزارش زنده خود ادامه داد.
از فیلم‌ها یا برنامه‌های تلویزیونی که وی در آن نقش داشته است، می‌توان به مترجم، انتقام‌جویان، مرد آهنی ۳، جک رایان: سرباز سایه، شب در موزه، پسر هیچ‌کس، آنی، شکارچیان روح، هیولای پول، مرد عنکبوتی شگفت‌انگیز ۲، آنی، بدون توقف، ساعت ۴:۴۴ و دکتر استرنج اشاره کرد.